# Георги Менков
Георги Кръстев Менков е български революционер, деец на Вътрешната македоно-одринска революционна организация.

## Биография
Георги Менков е роден на 19 февруари 1888 година в град Кюстендил, тогава в Княжество България. Присъединява се към ВМОРО и в 1903 година с група ученици се включва в обединената чета на Христо Чернопеев и участва в сраженията при Пресека, Кочанско, и Митрашинци, Малешевско. През 1907 - 1908 година е секретар на скопската чета на Васил Аджаларски.
След Младотурската революция от 1908 година се връща в Кюстендил.
Умира в 1957 година в Кюстендил.